# Jan Miodoński
Jan Józef Miodoński (ur. 6 marca 1902 w Tarnobrzegu, zm. 30 września 1963 w Krakowie) – lekarz otolaryngolog, wykładowca Uniwersytetu Jagiellońskiego, pionier audiometrii i chirurgii ucha w Polsce, ordynator Kliniki Otolaryngologii CM UJ.

## Życiorys
Urodził się w rodzinie Józefa Ignacego, sędziego, i Julii z Siekierzyńskich. Uczęszczał w latach 1912–1920 do gimnazjum klasycznego w Wadowicach, gdzie zdał maturę w 1920 roku. W 1920 roku ochotniczo służył w Wojsku Polskim. Ukończył studia medyczne na Uniwersytecie Jagiellońskim. Tytuł doktora wszech nauk lekarskich uzyskał w 1926 roku i niemal natychmiast uzyskał angaż w Klinice Otolaryngologicznej UJ. Korzystając ze stypendium przez kilka miesięcy kształcił się w wiedeńskich ośrodkach, po powrocie do Krakowa, pod okiem profesora Maksymiliana Rutkowskiego, gdzie zdobywał biegłość w chirurgii. Rok 1934 przyniósł habilitację na podstawie rozprawy Odczyny galwaniczne systemu przedsionkowego w świetle badań eksperymentalnych i klinicznych i stanowisko kierownika Katedry i Kliniki Otolaryngologii na UJ, a następnie na Akademii Medycznej. W 1937 roku został mianowany profesorem nadzwyczajnym. Przed wojną był członkiem Polskiego Towarzystwa Otolaryngologów, Polskiego Towarzystwa Lekarskiego i Izby Lekarskiej w Krakowie.
Aresztowany 6 listopada 1939 podczas Sonderaktion Krakau, przebywał najpierw we wrocławskim więzieniu, a potem wywieziony do obozu koncentracyjnego Sachsenhausen, skąd został zwolniony w grudniu 1940 roku. Podczas okupacji był lekarzem Ubezpieczalni Społecznej w Krakowie.
Od stycznia 1945 ponownie kierował Kliniką Otolaryngologiczną. W 1946 roku został mianowany profesorem zwyczajnym. Od 1945 był członkiem korespondentem Polskiej Akademii Umiejętności, zaś w roku 1952 członkiem korespondentem, a w 1961 członkiem rzeczywistym Polskiej Akademii Nauk. W latach 1957–1961 był bezpartyjnym posłem na Sejm PRL. Znakomity znawca historii i zabytków Krakowa.
Wynalazł nową metodę leczenia głuchoty, obecnie znaną pod nazwą tympanoplastyki. W 1960 roku jako pierwszy na świecie przeprowadził laryngektomię subtotalną („trzy czwarte”), ratując głos analfabety z zaawansowanym nowotworem złośliwym krtani.
Od 2 lipca 1932 był mężem Marii z Michalewskich (1907–1987).
Zmarł wskutek przewlekłej choroby nerek. Został pochowany na cmentarzu Rakowickim w Krakowie (kwatera LXVIII-zach-1). 

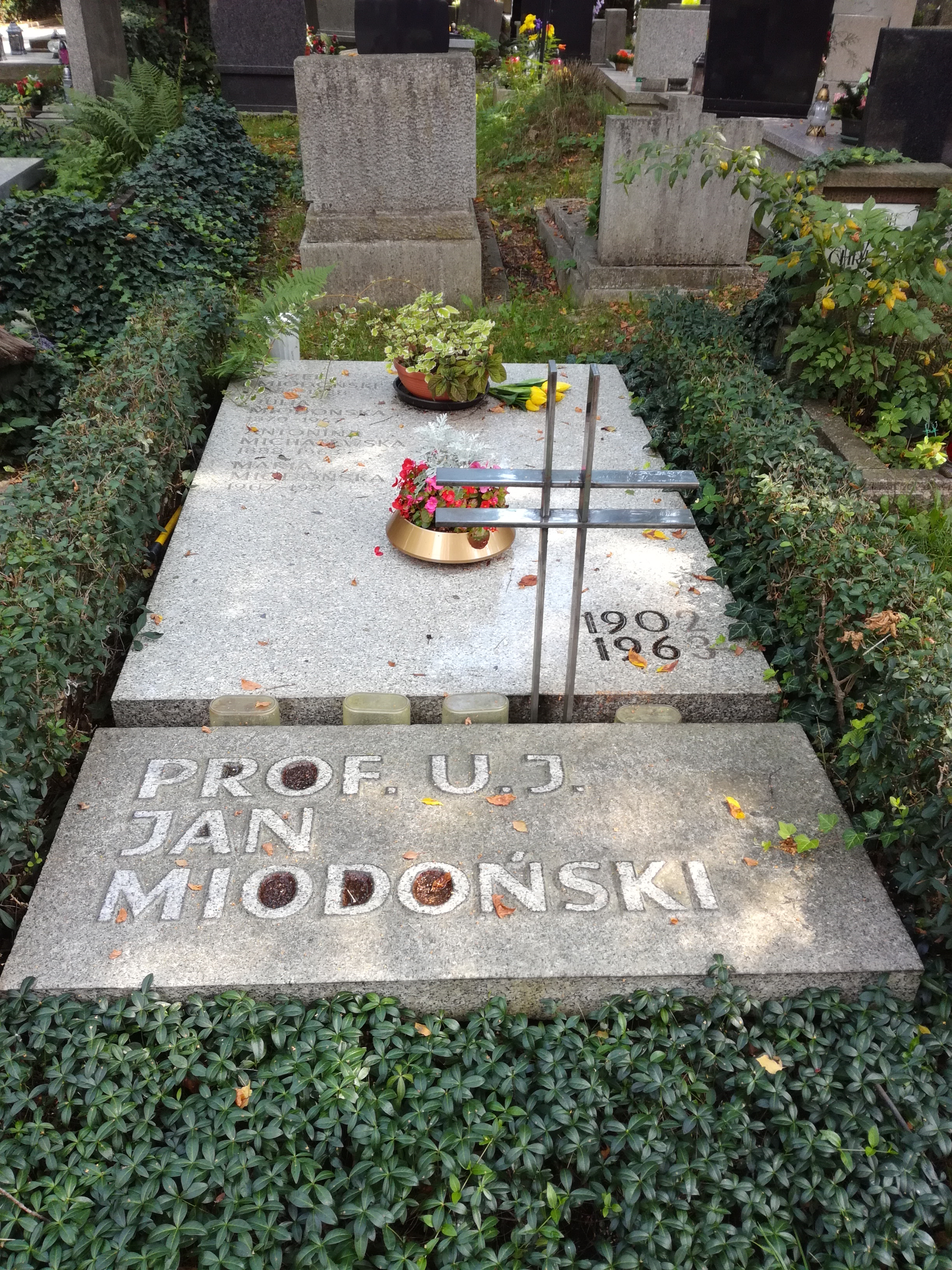
Grób prof. Jana Miodońskiego na cmentarzu Rakowickim w Krakowie

## Publikacje
- Rola błędnika w poczuciu i pojmowaniu przestrzeni (1935)
- Leczenie raka krtani (1953-1954)
- O talencie lekarskim (1958)

- Zmysły a uzdolnienia (1958)

## Ordery i odznaczenia
- Krzyż Komandorski Orderu Odrodzenia Polski (1959)[9]
- Krzyż Kawalerski Orderu Odrodzenia Polski (13 lipca 1954)[10][11]
- Medal 10-lecia Polski Ludowej (13 stycznia 1955)[12]

## Upamiętnienie
Jedną z ulic Krakowa nazwano imieniem Jana Miodońskiego.